# Friedrich von Wolff gen. Metternich
Friedrich von Wolff gen. Metternich (Taufname Friedrich Sigurt Gabriel Otto Johannes Traugott Hubert Hermann) (* 17. März 1816 in Schloss Wehrden; † 30. Dezember 1898 in Höxter) war ein deutscher Verwaltungsjurist und Landrat.

## Leben

### Herkunft und Familie
Friedrich von Wolff gen. Metternich wurde als zweiter Sohn der Eheleute Philipp von Wolff gen. Metternich  und Dorothea Wilhelmine  von Haxthausen geboren und gehörte dem  westfälischen  Uradelsgeschlecht  von Wolff-Metternich an. Sein älterer Bruder  Klemens war Oberpräsident in Brandenburg und Landrat des Kreises Paderborn.

### Beruflicher Werdegang
Im August 1835 erwarb er das Reifezeugnis am  Gymnasium Paderborn und studierte anschließend an den Universitäten  Bonn und Berlin  Rechts- und Kameralwissenschaften. Im März 1839 bestand er die Prüfung zum Auskultator beim Kammergericht Berlin mit „gut“. Mit dem Ergebnis „sehr gut qualifiziert“ legte er im August 1841 die Prüfung zum Gerichts-Referendar beim Oberlandesgericht Arnsberg ab. Am 1. Juli 1845 folgte die Prüfung zum Regierungs-Assessor mit dem Ergebnis „untadelig bestanden“. Seinen Militärdienst leistete er als Einjährig-Freiwilliger beim Garde-Schützen-Bataillon und war Leutnant und Adjutant des 2. Aufgebots der Landwehr. Am 15. Dezember 1841 wurde er als Regierungs-Referendar bei der  Bezirksregierung Minden eingeführt und am 4. November 1845 zum Regierungsassessor ernannt. Der Kreistag des Kreises Höxter wählte ihn am 13. Mai 1845 einstimmig zum ersten Kandidaten für das Amt des Landrats und am 30. Juli 1845 wurde er definitiv zum Landrat des  Kreises Höxter ernannt und blieb hier bis zu seiner Entlassung aus dem Staatsdienst am 29. Februar 1892 im Amt.
Am 27. August 1859 heiratete er in Höxter Maximiliane von der Decken, Tochter von Max Kaspar von der Decken und Karoline Dunker.

## Ehrungen
- Roter Adlerorden III. Klasse mit Schleife
- Kronenorden II. Klasse
- Geheimer Regierungsrat
- Päpstlicher St. Gregorius-Orden